# Katarzyna Andrejewa-Prószyńska
Katarzyna Andrejewa-Prószyńska (ros. Екатерина Михайловна	Андреева, ur. 16 listopada 1941 w Taszkiencie, zm. 18 września 2008 w Milanówku) – rosyjsko-polska arachnolożka, kandydat nauk biologicznych.

## Życiorys
Jej rodzicami byli: etnografka Antonina Konstantynowna Pisarczik (córka Marii Jasiewicz, zesłanej do Azji Środkowej pomiędzy 1888 a 1890 rokiem) i profesor etnografii, Michaił Stefanowicz Andrejew. Podczas II wojny światowej mieszkała przez pewien czas w medresie w Samarkandzie. Przeprowadziła się z matką do Duszanbe w 1946 roku. Rozpoczęła studia biologiczne na lokalnym radzieckim uniwersytecie w 1960 roku. Jej głównym ówczesnym tematem zainteresowań były pająki Tadżykistanu – nie było wówczas specjalistów z taksonomii pająków Azji Środkowej. Ukończyła studia w 1966 roku. Nie była w stanie rozpocząć studiów doktoranckich na Uniwersytecie w Leningradzie z uwagi na biurokratyczne restrykcje, jednak każdego roku spędzała kilka miesięcy pracując na Wydziale Entomologii tejże uczelni pod kierownictwem Wiktora Pietrowicza Tyszczenki, z którym napisała trzy artykuły. W grudniu 1971 roku uzyskała stopień kandydata nauk biologicznych (odpowiednik doktoratu) w Pamirskim Instytucie Biologii w Duszanbe na podstawie pracy Фауна и зонально-экологическое распределение пауков Таджикистана (trb. Fauna i zonalno-ekołogiczeskoje raspriedielenije paukow Tadżykistana). Jej najbardziej intensywny okres badań terenowych przypadł na lata 1966–1971. Pracowała głównie sama w terenie, m.in. w trudnych warunkach na piaszczystej pustyni w Uzbekistanie, w Kotlinie Hisarskiej, w górach Pamiru.
Poślubiła polskiego arachnologa Jerzego Prószyńskiego (mieli synów Witolda i Tomasza) i we wrześniu 1972 roku przeprowadziła się do Polski. Jedną z przyczyn wyjazdu z ZSRR było odrzucenie jej kandydatury  na stanowisko w Instytucie Zoologicznym w Leningradzie. W Polsce znalazła pracę w Siedlcach, początkowo jako nauczycielka języka rosyjskiego, następnie jako starszy wykładowca zoologii. W latach 70. XX wieku była kierownikiem Muzeum Przyrodniczego Wyższej Szkoły Pedagogicznej w Siedlcach. 
Niemal każdego roku podróżowała z Polski do Tadżykistanu (czuła się Rosjanką). Życie rodzinne (opieka nad dziećmi) oraz poważna choroba uniemożliwiły jej dalsze badania arachnologiczne. Po przeprowadzce na przedmieścia Warszawy straciła pracę w Siedlcach; próbowała zarabiać jako opiekunka dziecięca, sprzedawała kwiaty ze swojego ogrodu (ogrodnictwo było jej hobby), zajmowała się tworzeniem banerów reklamowych. Przygotowywała się do poważnej operacji, zmarła nagle po podaniu anestetyków.   

## Upamiętnienie
Jerzy Prószyński na jej cześć nazwał nowy rodzaj pająków Katya od jej zdrobniałego imienia oraz 3 gatunki opisanych przez siebie pająków: Aelurillus catherinae, Chalcoscirtus catherinae, Euophrys catherinae. Andriej B. Nenilin upamiętnił ją w nazwie taksonu pająka Aelurillus andreevae opisanego w 1986 roku. W 1995 roku Władimir Owczarenko, Norman I. Platnick oraz Jurij Marusik opisali gatunek pająka Parasyrisca andreevae. Rosyjski arachnolog Dmitrij Łogunow w 1996 nazwał odkrytego pająka Phlegra andreevae. Kiriłł Michajłow w 1996 roku zaproponował nazwę naukową Tarentula andreevae dla gatunku pająka Alopecosa kronebergi. Nowy gatunek kosarza Wojciech Staręga i Nataly Snegovaya nazwali Homolophus andreevae w 2008 roku. Izraelski arachnolog Sergey L. Zonstein na jej cześć nazwał opisany w 2018 roku przez siebie gatunek pająka: Anemesia andreevae. 

## Dorobek naukowy
Opisała 33 gatunki pająków (kilkanaście gatunków razem z Wiktorem Pietrowiczem Tyszczenką), m.in. Mogrus antoninus – epitet gatunkowy został wybrany na cześć jej matki (zob. lista taksonów opisanych przez Katarzynę Andrejewę-Prószyńską). Jej monografia o pająkach Tadżykistanu z 1976 roku nadal pozostaje jedyną wyczerpującą temat pozycją na temat pająków Azji Środkowej.

### Wybrane publikacje
- Фауна и зонально-экологическое распределение пауков Таджикистана (trb. Fauna i zonalno-ekołogiczeskoje raspriedielenije paukow Tadżykistana; rozprawa kandydacka; 1971)[5]
- Distribution and ecology of spiders (Aranei) in Tadjikistan („Fragmenta Faunistica”, 1975)[16]
- Пауки Таджикистана. Фауна и зонально-экологическое распределение (trb. Pauki Tadżykistana. Fauna i zonalno-ekołogiczeskoje raspriedielenije; 1976)[5] – monografia wydana kosztem autorki[9]